# Bukowo Krąpiel
Bukowo Krąpiel – nieistniejący przystanek osobowy w miejscowości Bukowo w Polsce, w województwie zachodniopomorskim, w powiecie wałeckim, w gminie Człopa.